# Radix skutaris
Radix skutaris, endemska vrsta slatkovodng puža iz Skadarskog jezera, Crna Gora. Otkrili su je i prvi opisali Peter Glöer i Vladimir Pešić. Pripada porodici Lymnaeidae, red Basommatophora. Ova ugrožena vrsta živi na pet lokacija u Skadarskom jezeru: Virpazar, otok Vranjina, Tanki Rt, Karuč i kod otoka Grmožur a autori drže da bi je moglo biti i na neistraženoj albanskoj strani jezera. 
Ime je dobila po njemačkom nazivu za Skadarsko jezero, Skutari.